# Crema agria

Pan tostado con crema agria y pimienta.

La crema agria es una crema de leche fermentada, con adición de sal y aditivos permitidos; de textura suave, aromática, sabor ácido, el cual la diferencia de la crema de leche (nata), además de la alta viscosidad.

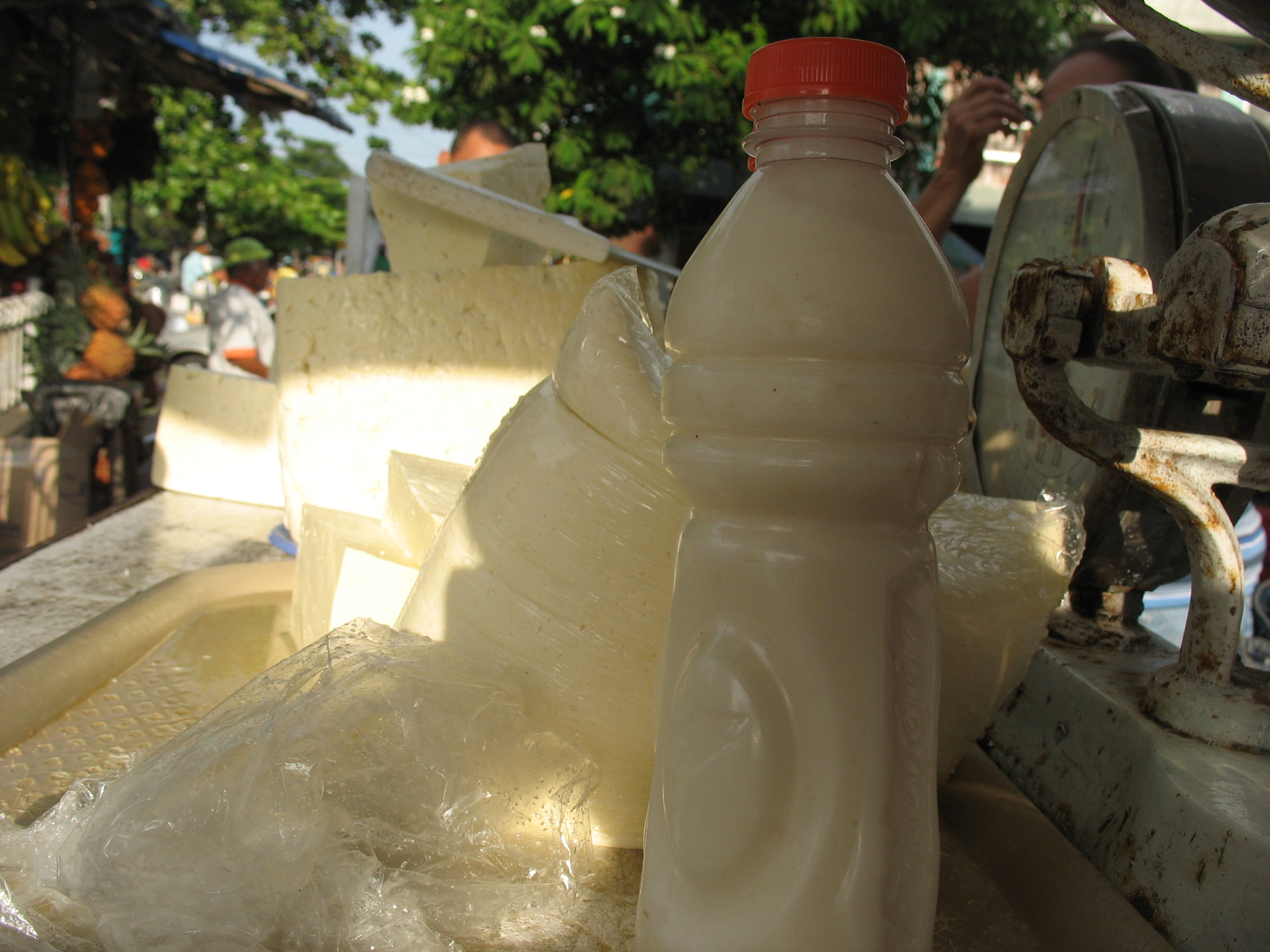
Suero atollabuey.

## Hispanoamérica
En diversos países de Hispanoamérica (como Costa Rica o Venezuela) se la conoce como natilla, siendo una especie de crema ácida con bajo contenido en grasa (10-15 %), y obtenida de la leche cruda.
En Colombia existe el suero atollabuey, especie de crema de leche ácida típica de las sabanas de los departamentos de Córdoba, Sucre y Bolívar, que acompaña cualquier comida.